# Грчке повеље српских владара
Грчке повеље српских владара је књига средњовековних повеља на грчком језику, коју се објавили су Александар Соловјев и Владимир Мошин 1936. године у Београду. У Лондону је 1974. године објављено фототипско издање са предговором који је на француском језику написао бугарски византолог Иван Дујчев.
Грчке повеље српских владара углавном потичу из последњих година прве половине и из треће четвртине XIV века. Издање обухвата 45 оваквих докумената и пет прилога. Највећи део чине повеље Стефана Душана, једна хрисовуља цара Уроша, неколико аката цара Симеона (Синише), а на самом крају дела налази се и једна повеља деспота Стефана Лазаревића. У највећем броју случајева ради се о повељама упућеним монашким заједницама Свете горе.